# Alaraz
Alaraz település Spanyolországban, Salamanca tartományban. Alaraz Larrodrigo, Pedraza de Alba, Santiago de la Puebla, Malpartida, Cabezas del Villar, San Miguel de Serrezuela, Diego del Carpio és Chagarcía Medianero községekkel határos. Lakosainak száma 448 fő (2024).

## Népesség
A település népessége az elmúlt években az alábbi módon változott:
| Lakosok száma | 668  | 616  | 602  | 551  | 537  | 509  | 481  | 439  | 449  | 448  |
|               | 2001 | 2004 | 2007 | 2009 | 2012 | 2014 | 2017 | 2019 | 2022 | 2024 |